# مدل چرخه‌ای
هریک از مدل‌های کیهان‌شناسی که در آن گیتی از چرخه‌های بی‌نهایت یا نامشخص پیروی می‌کند، مدل چرخه‌ای (به انگلیسی: Cyclic model) نام دارد. مثلاً نظریه جهان نوسانی که در دهه ۱۹۳۰ مورد بررسی آلبرت اینشتین قرارگرفت، جهانی را ترسیم می‌کند که در نوسانات دائمی، مرتباً دچار مه‌بانگ و مه‌رمب می‌شود و جهان برای مدتی منبسط می‌شود تا اینکه گرانش باعث فروریختن دوباره آن می‌گردد.